# 阿拉·薩拉耶娃
阿拉·列昂尼多夫娜·薩拉耶娃（羅馬化：Alla Leonidovich Salayeva；1979年9月14—，生於切博克萨雷），俄罗斯政治家，第八届国家杜马議員。2003年至2012年間萨拉耶娃在切博克萨雷市政府文化部工作。2012年至2020年担任社会事务部副主席。2020年9月23日被任命为楚瓦什教育部代理部长。2020年11月9日擔任共和国教育及青年政策部副部长。2021年9月起擔任第八届国家杜马議員。